# The 18th Day
The 18th Day é o álbum de estreia da cantora de hip hop Estelle. A primeira edição foi lançada em 18 de outubro de 2004 e a segundo em 4 de abril de 2005. No álbum estão incluídos os singles "1980", "Free" e "Go Gone".
| Críticas profissionais                                                      | Críticas profissionais |
| Avaliações da crítica                                                       | Avaliações da crítica  |
| Fonte                                                                       | Avaliação              |
| --------------------------------------------------------------------------- | ---------------------- |
| The Guardian                                                                | [ 1 ]                  |
| The Independent                                                             | [ 2 ]                  |
| Esta tabela precisa de ser acompanhada por texto em prosa. Consulte o guia. |                        |

## Lista de faixas
1. "1980" - 4:00 (E. Swaray, R. Shelton, K. Veney, L. Hill)
2. "Don't Talk" - 3:39 (E. Swaray, R. Shelton, K. Veney, L. Hill, K. Harper, R. Prager, H. Swaray)
3. "Dance Bitch" - 3:47 (E. Swaray, C. Wilson)
4. "Change Is Coming" - 4:01 (E. Swaray, E. Banks)
5. "Go Gone" - 3:31 (E. Swaray, C. Emmanuel)
6. "Free" (com Megaman) - 3:30 (E. Swaray, Megaman, J. Hogarth)
7. "I Wanna Love You" - 3:55 (E. Swaray, E. Banks)
8. "Maybe" - 5:45 (E. Swaray, O. Edwards)
9. "Crazy" - 3:54 (E. Swaray, B. Muhammad, F. Oliphant, R. Shaw)
10. "Hey Girl" (com John Legend e Baby Blue) - 6:15 (E. Swaray, R. Prager, R. Douglas, J. Stephens)
11. "All Over Again" (com Royston) - 4:15 (E. Swaray, C. Emmanuel, A. Simpson)
12. "Dance With Me" - 3:41 (E. Swaray, M. Peden, H. Swaray, C. Russell)
13. "On and On" - 3:47 (E. Swaray, B. Muhammad, R. Shaw. N. Robinson Jr., C. Amorrelli)
14. "I'm Gonna Win" - 3.43 (Peretti, Creatore, Weiss)
15. "Freedom" (com Talib Kweli e John Legend) - 5:08 (E. Swaray, J. Stephens, T. K. Greene)

## Singles
- "1980" - #14 (RU) Julho de 2004
- "Free" - #15 (RU) Outubro de 2004
- "Go Gone" - #32 (RU) Março de 2005
- "Dance with Me" (remix) (UK) Julho de 2005 (promo single)